# Gay Talese
Gay Talese, né le 7 février 1932 à Ocean City dans le New Jersey, est un écrivain américain. 

## Biographie
Écrivain pour des magazines comme le New York Times, le New Yorker ou Esquire, il a aidé à développer le journalisme littéraire et est considéré comme un des fondateurs du Nouveau journalisme. Ses articles les plus connus sont ceux sur Joe DiMaggio (The Silent Season of a Hero) et Frank Sinatra (Frank Sinatra Has a Cold),.

## Œuvres

### Originales en anglais
- New York: A Serendipiter's Journey (1961)
- The Bridge: The Building of the Verrazano-Narrows Bridge (1964)
- The Overreachers (1965; compilation de reportages)
- The Kingdom and the Power (1969)
- Fame and Obscurity (1970; compilation de reportages)
- Honor Thy Father (1971)
- Thy Neighbour's Wife (1981)
- Unto the Sons (1992; mémoires)
- Writing Creative Nonfiction: The Literature of Reality (1995)
- The Gay Talese Reader: Portraits and Encounters (2003)
- A Writer's Life (2006; mémoires)
- The Silent Season of a Hero: The Sports Writing of Gay Talese (2010; compilation de reportages)
- The Voyeur's Motel (2016)
- High Notes : Selected Writings of Gay Talese, 2017

### Traductions en français
- Ton père tu honoreras, Robert Laffont, 1972 ((en) Honor Thy Father, World Publishing Company, 1971), 470 p.
- La Femme du voisin, Julliard, 1980 ((en) Thy Neighbor's Wife, Doubleday, 1981), 473 p.
- Sinatra a un rhume : Portraits et reportages, Éditions du Sous-sol, 2014, 311 p.
- Le Motel du voyeur, Éditions du Sous-sol, 2016 ((en) The Voyeur's Motel, Grove Press, 2016), 256 p.Prix Sade 2017
- Tout est affaire d’imagination, Éditions du Sous-sol, 2019 ((en) High Notes : Selected Writings of Gay Talese, Grove Press, 2017), trad. Michel Cordillot, 256 p.  (ISBN 978-2-36468-371-6)

## Distinctions
- Norman Mailer Prize, 2011[4]